# Црква брвнара Покрова Пресвете Богородице
Црква брвнара Покрова Пресвете Богородице се налази у селу Планиници, Општина Мионица.

## Историја
Црква брвнара-дашчара у Планиници, пренета је из Рибнице и постављена на садашње место 1908.-1909. године, где је највероватније подигнута у првој половини 19. века. После пресељења у Рибници је саграђена нова црква од тврдог материјала.

## Изглед цркве
Црква брвнара села Планинице има дрвену конструкцију која је опшивена вертикално постављеним даскама, места спајања сакривена су вертикалним летвама. Црква чији су темељи камени има једноставну једнобродну, правоугаону основу, са јужном певницом(има паравоугаону основу) и полукружном олтарском апсидом. У олтару улогу ђаконика и проскомидије врше два постамента. Под у олтару је бетонски, док је у осталом делу храма је од камених квадратних плоча. Ивицом каменен часне трпезе тече натпис који говори о приложнику радовану Михаило и години када је постављена 1824. Унутрашњост је засведена лажним, полуобличастим дашчаним сводом. Испред иконостаса је кружни амвон од белог мермера са дуборезном траком биљног порекла која тече обимом и са мањом розетом у центру.

Грађевина има западни и северни портал и три прозорска отвора: на апсидалном зиду један и по један на северном и јужном зиду наоса. Портали су лучни и посебна су вредност цркве, нарочито западни. Главни украс на њима је читав низ међусобно спојених шестоугаоних плочица дуборезном декорацијом украшених. Оба улаза обојена су јаком плавом бојом што им даје посебну драж. Северни и јужни прозор посебно су украшени даском која има облик двоструког латинског слова ес. Црква је покривена кровом на две воде са бибер црепом као покривачем. Брвнара је споља обојена окер масном бојом.